# Lesego Motsumi
Lesego Motsumi, née en 1964 morte le 9 janvier 2023 est une femme politique botswanaise qui est plusieurs fois ministre.

## Carrière politique
Motsumi est ministre de la Santé. En novembre 2004, elle devient ministre du Travail et du Transport. En 2008, lors du remaniement ministériel, elle redevient ministre de la Santé. 